# Ротріст
Ротріст (нім. Rothrist) — громада  в Швейцарії в кантоні Ааргау, округ Цофінген.

## Географія
Громада розташована на відстані близько 55 км на північний схід від Берна, 16 км на південний захід від Аарау.
Ротріст має площу 11,9 км², з яких на 30,7% дозволяється будівництво (житлове та будівництво доріг), 33,8% використовуються в сільськогосподарських цілях, 33% зайнято лісами, 2,5% не є продуктивними (річки, льодовики або гори).

## Демографія
2019 року в громаді мешкало 9148 осіб (+16,5% порівняно з 2010 роком), іноземців було 22,7%. Густота населення становила 772 осіб/км².
За віковим діапазоном населення розподілялося таким чином: 21% — особи молодші 20 років, 61% — особи у віці 20—64 років, 18% — особи у віці 65 років та старші. Було 3856 помешкань (у середньому 2,3 особи в помешканні).
Із загальної кількості 4878 працюючих 50 було зайнятих в первинному секторі, 1607 — в обробній промисловості, 3221 — в галузі послуг.

## Економіка
Рівелла, виробник напоїв.